# Fez
Fez (стилизовано как FEZ) — компьютерная игра в жанре пазл-платформер, разработанная канадской независимой студией Polytron. Известная своим продолжительным пятилетним циклом разработки, длившимся с момента анонса 17 июля 2007 года, игра была выпущена для платформы Xbox 360 13 апреля 2012 года. Изначально она являлась эксклюзивом платформы, однако позже геймдизайнер и руководитель разработки Фил Фиш решил выпустить её на остальных платформах, включая Microsoft Windows, Linux, OS X, PlayStation 3, PlayStation 4, PlayStation Vita и Nintendo Switch.
Fez является двухмерным платформером, действие которого происходит в трёхмерном мире. Игрок может в любой момент развернуть мир вокруг главного героя на 90 градусов влево или вправо, что позволяет увидеть скрытые ранее объекты, а также преодолевать большие расстояния. Игра рассказывает историю персонажа по имени Гомес, живущего в двухмерной деревне, который однажды получает в подарок от таинственного Гиперкуба магическую феску, позволяющую видеть мир в трёх измерениях. Однако после передачи фески что-то идёт не так и Гиперкуб взрывается. После этого Гомес встречает своего нового компаньона, тессеракт (четырёхмерный гиперкуб) по имени Точка, который сообщает ему основную цель игры — Гомесу необходимо собрать фрагменты Гиперкуба (в форме кубов и антикубов) для предотвращения катастрофы.
Ещё во время разработки игра получила ряд наград, среди которых «Гран-при Шеймуса Макнэлли» на Фестивале независимых игр 2012 года. Поздние этапы разработки были представлены в документальном фильме Indie Game: The Movie. Игра была высоко оценена критиками, которые отметили загадки, свободу, дизайн игры и саундтрек, но остались недовольны техническими проблемами, а также необходимостью возвращаться к ранним уровням. Eurogamer назвал Fez лучшей игрой 2012 года. Fez называется в качестве источника вдохновения разработчиками игр Monument Valley и Secrets of Rætikon. По состоянию на декабрь 2013 года было продано более миллиона копий игры. В 2013 году было объявлено о разработке продолжения, однако позже Фил Фиш заявил о прекращении разработки и уходе из индустрии.

## Сюжет

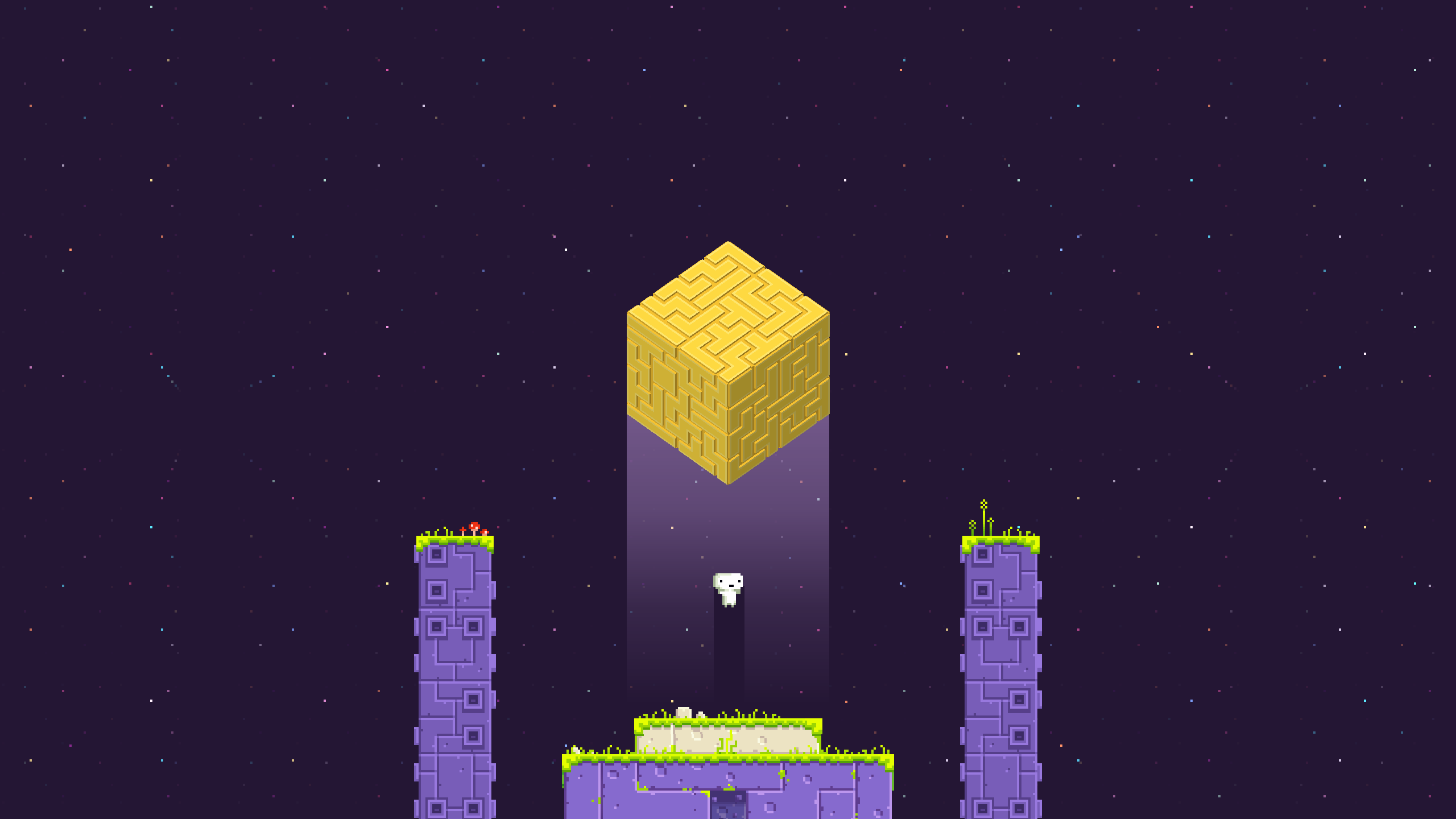
Гиперкуб и Гомес в момент получения фески

Сюжет разворачивается вокруг двухмерного человечка по имени Гомес (англ. Gomez), который живёт в деревне в 2D-мире. Однажды Гомеса позвал к себе старик по имени Гизер (англ. Geezer), чтобы сообщить ему «что-то очень важное». Придя к нему, Гомес встречает трёхмерный объект — Гиперкуб, от которого он получает в подарок магическую феску, надев которую он получил возможность ощущать третье измерение. Когда Гомес начинает исследовать свою новую способность, Гиперкуб неожиданно взрывается, после чего двухмерный мир начал давать сбои, а после и вовсе завис.
Весь мир перезагружается и Гомес просыпается, также как в начале игры, но уже с феской, которая позволяет ему исследовать мир в трёх измерениях. Выйдя из своего дома, он встречает разноцветный тессеракт по имени Точка (англ. Dot), который станет компаньоном главного героя. Он сообщает, что он был послан помочь Гомесу, что «что-то пошло не так» и что фрагменты Гиперкуба оказались разбросаны по всему миру. В этот же момент он сообщает главную цель игры — Гомесу необходимо собрать все фрагменты Гиперкуба, чтобы предотвратить катастрофу.
Собрав 32 куба, Гомес открывает дверь к звёздным вратам, пройдя через которые он оказывается на огромном храме в космосе. Забравшись на его вершину, Гомес запрыгивает в светящийся куб, после чего оказывается в белой комнате, в которой он встречает Гиперкуб. Он пытается использовать собранные Гомесом фрагменты, однако у него не получается запуститься. После того, как он всё-таки запускается, игра зависает и перезагружается. Гомес снова просыпается в своей постели, однако, после выхода на улицу, изображение и звук игры постепенно ухудшаются. После короткого ролика игра завершается и игрок попадает в главное меню, где у него появляется возможность продолжить игру в режиме «Новая игра+». Выясняется, что для правильной концовки ему необходимо собрать не 32, а 64 куба (поровну обычных кубов и антикубов). Однако теперь ему доступен просмотр от первого лица, позволяющий увидеть скрытые ранее подсказки.
Вторая, истинная концовка повторяет первую — собрав 64 куба, Гомес проходит через звёздные врата, оказывается в космосе, после чего запрыгивает в комнату к Гиперкубу. Однако теперь он может запуститься, поскольку все его фрагменты были собраны. Игра перезапускается, Гомес в очередной раз просыпается в своей постели, выходит на улицу, однако теперь изображение медленно отдаляется и через некоторое время весь мир игры умещается в одном кубе. Изображение отдаляется, показывая тысячи других кубов, которые составляют тессеракт, похожий на Точку. Картинка продолжает отдаляться, показывая тысячи других тессерактов, после чего картинка превращается в белый шум и выключается. После титров Гомес просыпается, встречает Гиперкуб, который превращается в тессеракт, похожий на Точку. После этого он превращается обратно в Гиперкуб и дарит Гомесу анаглифные очки, позволяющие включить стереоскопический режим.

## Геймплей

Уровень показан до смены перспективы, во время, и после

Fez — двухмерный платформер, действие которого проходит в трёхмерном мире. Гомес передвигается по одной из боковых сторон воображаемого куба. В любой момент игрок может сменить перспективу, развернув мир вокруг героя на 90 градусов влево или вправо и поместив Гомеса на другую его сторону. Это позволяет найти невидимые ранее двери, проходы и платформы. Используя данную механику, игрок способен выполнять действия, которые, как правило, невозможны в настоящем трёхмерном мире. Например, стоя на движущейся платформе и сдвигая перспективу на 90 градусов, Гомес может перейти на другую платформу, которая ранее была на противоположной стороне экрана. После перемещения и возвращения к первоначальной перспективе оказывается, что Гомес переместился на большое расстояние. Манипуляции с перспективой и использование оптических иллюзий являются ключевыми особенностями игры.
В остальном Fez использует стандартную механику 2D-платформеров. Игрок, управляя Гомесом, может ходить по платформам, прыгать, карабкаться по лианам и лестницам, и манипулировать различными объектами, с помощью чего он должен собрать расположенные на уровнях фрагменты кубиков, которые он может объединить в куб, собрав восемь фрагментов. Основной целью игры является сбор 32 кубиков.
После того, как игрок соберёт их, ему открывается режим «Новая игра+». В данном режиме Гомесу даются очки, позволяющие игроку смотреть на мир от лица главного героя, что даёт возможность увидеть скрытые ранее подсказки, необходимые для второй, более сложной части игры. В ней, помимо 32 кубов, игроку необходимо собрать 32 антикуба. Новые локации с новыми загадками требуют от игрока знания криптографии и лингвистики, а также навыков пространственного мышления.
Игровой мир Fez поделён на отдельные уровни. Небольшие уровни соединены с более крупными уровнями-хабами, которые, в свою очередь, соединяются с основным уровнем-хабом, расположенным под начальной деревней. В нём находятся четыре двери, ведущие в остальные хабы. Как и во многих других метроидваниях, данные двери, ведущие в различные регионы игрового мира, изначально закрыты и для их открытия требуется собрать определённое количество кубов. Хабы соединены друг с другом двухсторонними вратами телепортации, а на некоторых отдельных уровнях после их прохождения появляются односторонние врата, ведущие к ближайшему хабу. Для ориентации по миру игроку предоставлена трёхмерная карта мира, на которой также отмечается прогресс игрока на каждом из уровней. По словам Рено Бедара, карта была добавлена лишь в конце разработки, по совету Microsoft. Сам Фиш недоволен ей и считает её одной из слабых сторон игры.
По ходу игры основная механика остаётся неизменной, однако на уровнях появляются различные объекты со своими механиками: бомбы, позволяющие взрывать непрочные стены, подвижные вертикальные платформы, цепляясь за которые Гомес способен карабкаться по стенам, вращающиеся платформы, а также механические платформы, позволяющие главному герою прыгать выше, чем обычно.
В игре нет противников, боссов и наказаний за ошибки: упав с платформы, Гомес быстро воскресает. Сам Фил Фиш называет Fez «игрой типа „остановись и понюхай цветы“». Игра отдаёт предпочтение спокойному решению загадок, нежели стандартному для жанра упору на ловкость и навыки игрока.

## Дизайн
Fez выполнена в стилистике игр 8-битной эры, с использованием пиксельной графики и ограниченной цветовой палитры. Игра содержит многочисленные отсылки к различным играм той эпохи, среди которых анимация открытия сундуков и компаньон главного героя в стиле феи Нави из серии игр The Legend of Zelda, используемые в различных загадках тетрамино из «Тетриса», «грибные» уровни и парящие платформы из Super Mario Bros., а также звуковые эффекты из различных игр с NES и уровни, стилизованные под игры для Game Boy. Fez также использует механики, характерные для метроидваний, такие как «множество небольших комнат, соединяющихся с множеством других небольших комнат» и «секретные проходы, врата телепортации и чит-коды».
Одной из ключевых особенностей игры является большое количество различных загадок и секретов, решение которых необходимо для полного прохождения игры. Если первая часть игры достаточно простая и состоит в основном из перемещения по уровням и сбора фрагментов кубиков, то вторая — более сложная, ориентированная на решение головоломок, созданных с использованием основанных на тетрамино шифров, собственного алфавита и QR-кодов. Игра не сообщает напрямую, как именно их нужно решать, однако содержит большое количество подсказок различной степени сложности.
В качестве источника вдохновения Фил Фиш называет игру Myst, открытый мир, нелинейное повествование и «дурацкие метапазлы» которой он сравнивает с придуманным алфавитом, системой счисления и «невероятно сложным <…> вторым набором загадок» в Fez. Помимо Myst его также вдохновили игры серий Mario и The Legend of Zelda, в которые он играл в детстве, фильмы Хаяо Миядзаки, в которых Фиш отмечает «открытое голубое небо» и «приятную атмосферу», а также игра Ico. Из Ico он скопировал «то чувство ностальгической, одинокой изоляции», а также дизайнерскую философию Фумито Уэды, согласно которой из игры должно удаляться всё, что не относится к основной механике.

## Разработка
Fez примечательна своей длительной разработкой, за время которой игра получила широкую известность. Натан Грэйсон (англ. Nathan Grayson) из VG247 назвал её «Duke Nukem Forever от мира инди-игр», а Артур Гис (англ. Arthur Gies) в своей рецензии для Polygon заявил, что за время разработки игра стала «любимцем-неудачником инди-сцены». Дизайнер игры, Фил Фиш, после появления в фильме Indie Game: The Movie получил известность, необычную для разработчика компьютерных игр. В то время как сама игра была позитивно воспринята критиками, личность Фиша, получившего известность за свой прямой и резкий публичный образ, является более спорной.
Разработка Fez начиналась как совместный проект двух канадских разработчиков Фила Фиша и Шона Макграта (англ. Shawn McGrath). Макграт придумал основную идею игры — головоломку в трёхмерном пространстве, на которое можно смотреть с одной из четырёх сторон. Весь дизайн и сюжет игры Fez построен на данной механике. Однако вскоре Фиш и Макграт прекратили сотрудничество из-за разногласий во взглядах на геймплей игры: Макграт хотел сделать просто головоломку, в то время как Фиш хотел сделать головоломку/платформер. Фиш продолжил создание игры в свободное время, написав на сайте DeviantArt объявление о поиске программиста для работы над игрой. Первый ответивший на данное объявление, Рено́ Беда́р (фр. Renaud Bédard), был нанят главным программистом. Они оба проживали в Монреале. Хотя Бедар увлекался трёхмерной графикой и учился на программиста, Fez стала его первой профессиональной работой. Его первой задачей стало создание игрового движка и редактора уровней.

Скриншот одной из ранних версий игры, в котором можно отметить неограниченную цветовую палитру

При помощи Microsoft XNA Бедар создал движок игры под названием Trixel, а также редактор уровней под названием Fezzer. Фиш, используя Adobe Photoshop, создавал текстуру для каждой стороны каждого куба, используемого в игре, после чего с помощью специально написанной программы он преобразовывал полученную развёртку в формат, используемый движком игры. Сконвертировав текстуры в формат игры, он мог создавать уровни с помощью полученных кубов. Фиш сравнивал данный процесс с игрой с кубиками LEGO и называл его утомительным. Сложные уровни он сначала проектировал на чертёжной бумаге. Также за время работы над игрой у него сложились некоторые идеи, согласно которым он проектировал уровни. Одной из них является то, что уровни должны расширяться в высоту, нежели в ширину. Помимо этого было решено сделать начало игры, до получения Гомесом фески, полностью двухмерным, чтобы позволить игроку освоиться с управлением. У Фиша и Бедара получалось работать вместе: Фиш предлагал идеи, вместе они обсуждали их, после чего Бедар реализовывал их. За время работы над игрой, в проекте также приняли участие три аниматора: Пол Робертсон (англ. Paul Robertson), принимавший участие в создании Scott Pilgrim vs. the World: The Game и создавший в Fez анимации зверей и некоторые анимации Гомеса, Адам Солтсмэн (англ. Adam Saltsman), работавший над Canabalt, и Грэм Лаки (англ. Graham Lackey), создавший некоторые анимации персонажа.
Впервые Fez была анонсирована на сайте TIGSource.com в июле 2007 года. В октябре 2007 года был выпущен трейлер к игре. Данный трейлер заинтересовал Джейсона Дегрута (англ. Jason DeGroot), более известного под псевдонимом 6955. Дегрут, который познакомился с Фишем в 2006 году на E3, стал продюсером и композитором игры. В 2008 году игра была номинирована на две награды на Independent Games Festival — «Достижения в области визуального дизайна» (англ. Excellence in Visual Art) и «Инновационный дизайн» (англ. Design Innovation). На тот момент Фиш работал над Fez в свободное время, в то время как основной работой у него являлось создание игр по фильмам для монреальской компании Artificial Mind and Movement. Фиш хотел отправиться на данное мероприятие, однако компания не пустила его. После этого он решил покинуть компанию. Сам он называет это решение «моментом, когда я стал инди». Игра выиграла награду «Достижения в области визуального дизайна», что сразу повысило интерес как к ней самой, так и к Филу Фишу. Позже команда разработчиков игры получила кредит от канадского правительства, что позволило им открыть компанию Polytron и полноценно заняться разработкой игры. В июле 2009 года был анонсирован релиз игры на платформе Xbox Live Arcade, запланированный на начало 2010 года. Polytron договорились с Microsoft о выпуске игры в качестве эксклюзива для XBLA. Сам Фиш называет данное решение наиболее логичным, хоть и уточняет, что если бы они выпускали игру позже, то возможно выбрали другую платформу. WiiWare была отвергнута из-за политики Nintendo в отношении разработчиков. Он также опровергал возможность выхода игры на PC, заявляя, что они предназначены для работы с таблицами, и называя Fez консольной игрой:

Fez это консольная игра, не ПК-игра. Она создана для игры с контроллером, на диване, субботним утром. Для меня это важно, это часть игры. Я получаю так много комментариев, в которых люди называют меня идиотом за то, что я не хочу выпускать игру на ПК. «Ты бы получил столько денег! Ты что, не видишь? Митбой продался бо́льшим тиражом в Steam!» Поздравляю их. Но для меня это более важно, чем количество продаж. Это консольная игра на консоли. Конец истории.
Оригинальный текст (англ.)Fez is a console game, not a PC game. It’s made to be played with a controller, on a couch, on a Saturday morning. To me, that matters; that’s part of the medium. I get /so many/ comments shouting at me that I’m an idiot for not making a PC version. ‘You’d make so much more money! Can’t you see? Meatboy sold more on Steam!’ Good for them. But this matters more to me than sales or revenue. It’s a console game on a console. End of story.

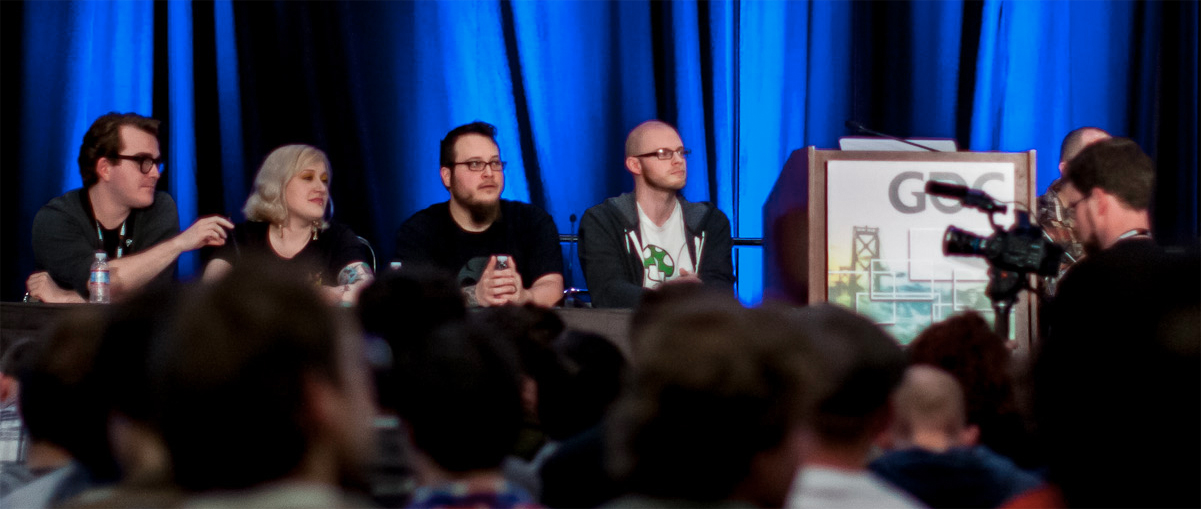
Фил Фиш (крайний слева) на пресс-конференции участников съёмок Indie Game: The Movie на GDC 2012

Разработка игры продолжалась, Фиш продолжал экспериментировать, пока у Polytron не закончились средства. Канадское правительство отказалось предоставлять им второй кредит. Джейсон Дегрут, композитор и продюсер игры, покинул компанию. Организация, на основе которой позже была создана организация Indie Fund, помогавшая им ранее, также прекратила спонсирование. В течение трёх месяцев Фиш занимал деньги у друзей и знакомых, чтобы продолжить работу над игрой. Он начал задумываться об отмене разработки игры. Однако в марте 2011 года канадская независимая студия Trapdoor, только подписавшая контракт с Electronic Arts на выпуск игры Warp, предложила им помощь: Trapdoor будут выплачивать зарплату сотрудникам Polytron, им будут помогать бухгалтеры, продюсеры и адвокаты Trapdoor, Polytron сохраняет все права на игру, но взамен Trapdoor получат процент с продаж игры. По словам Фила Фиша, Trapdoor «спасли проект».
Под конец разработки Fez Фил Фиш принял участие в съёмках документального фильма Indie Game: The Movie, рассказывающего о сложностях разработки инди-игр. В качестве основного сюжета в фильме показывают подготовку Фиша к выставке Penny Arcade Expo 2011 года, на которой он собрался показать предфинальную версию игры Fez. Согласно фильму, его предыдущий партнёр (имя которого не указано, но предполагается, что это Дегрут) затягивает подписание соглашения между ним и Фишем, что ставит под угрозу как показ игры на выставке, так и её судьбу в целом. Game Informer назвал Фиша «самым запоминающимся разработчиком» фильма, Rock, Paper, Shotgun отметил его «откровенность и театральность», а Eurogamer назвал момент фильма, в котором Фиш грозится покончить с собой если не сможет выпустить игру, «самым потрясающим».
Игра была представлена на «демонстрации предстоящих игр» от International Game Developers Association в Монреале, а также на фестивале GameCity в Англии. К концу разработки Фил Фиш «выдохся», а также начал страдать от проблем со здоровьем. Финальная версия игры не содержала практически ничего из созданного за первые два года разработки. В феврале 2012 года, после нескольких переносов, Fez была отправлена на сертификацию в Microsoft.

## Музыка

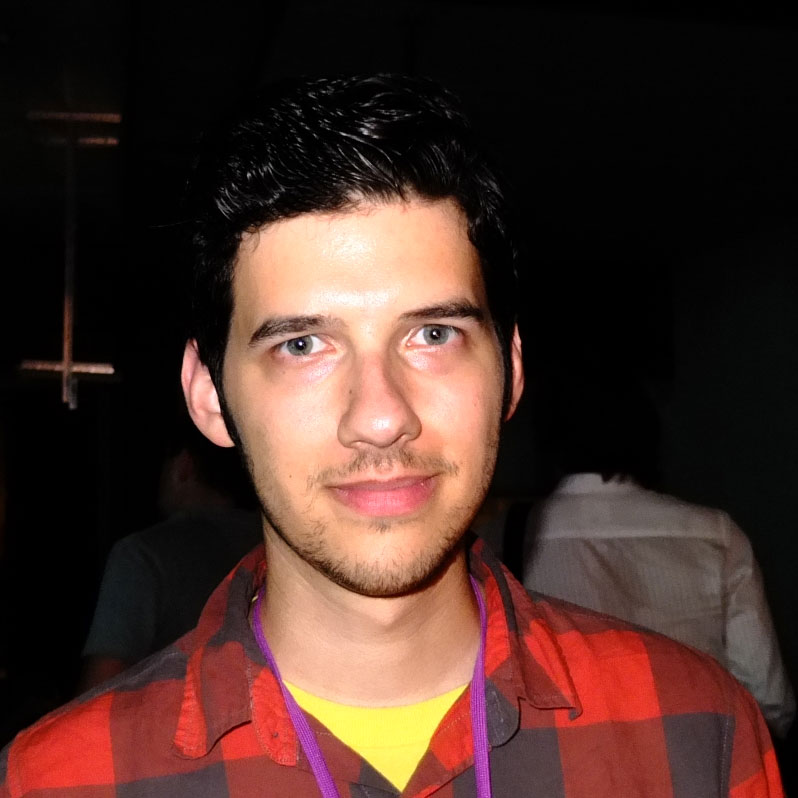
Композитор саундтрека Рич «Disasterpeace» Врилэнд в 2012 году

Над первоначальным вариантом саундтрека к игре Fez работал Джейсон Дегрут. Однако летом 2010 года из-за разногласий с остальной командой он покинул разработку. Одним из его требований стало отсутствие созданных им материалов (музыки, звуковых эффектов) в финальной версии игры. Тогда Рено Бедар пригласил Рича Врилэнда (англ. Rich Vreeland), более известного под псевдонимом Disasterpeace, большим фанатом которого он был. Врилэнд стал композитором саундтрека. Несмотря на то, что он известен как музыкант жанра чиптюн, во время работы над саундтреком он постарался минимизировать его использование, создав электронный саундтрек с элементами чиптюна. Уменьшив использование ударных и используя различные эффекты, такие как реверберация и биткрашинг, он старался придать ему звучание синтезаторов 80-х годов. Композиции имеют различный темп: ряд композиций саундтрека являются более спокойными, что, по словам музыканта, позволяет им (а также частям игры, которые он намеренно оставил без музыки) «перетекать и дышать вместе с игроком». Как и сама игра, саундтрек полон секретов и пасхальных яиц. Открыв спектрограммы композиций, можно увидеть различные изображения цифр, Иисуса, Гарри Трумэна, а также даты, зашифрованные с помощью QR-кодов. Работу над саундтреком Врилэнд вёл по ночам, в течение 14 месяцев, днём работая над саундтреком к игре Shoot Many Robots. Звуковые эффекты игры были созданы Брэндоном Маккартином (англ. Brandon McCartin), принимавшим участие в создании игры Aquaria.
Первой композицией, созданной для саундтрека, стала «Adventure». Она была написана после встречи музыканта с Рено Бедаром, но до встречи с Филом Фишем. Disasterpeace хотел записать саундтрек с использованием кассетного магнитофона, но от этой идеи им пришлось отказаться из-за проблем с синхронизацией музыки и игрового процесса. Музыка в игре меняется динамически, в зависимости от того, что происходит в игре. К примеру, композиция «Puzzle» разделена на 27 небольших отрывков, которые проигрываются в различных тональностях в зависимости от внутриигрового времени. Ряд композиций имитируют звуки реального мира, такие, как крик летучих мышей, звуки дождя, раскаты грома, звучание барабанов тайко и звук воды, стекающей со сталактитов. В качестве источников вдохновения музыкант называет саундтрек к фильму «Властелин колец», фильмы ужасов 80-х годов, саундтреки к играм Jasper’s Journeys, The Legend of Zelda и Mass Effect, творчество группы Tangerine Dream и композитора Стивена Райха. Несколько композиций было создано на основе импровизаций. Композиция «Continuum» является исполненной на синтезаторе Прелюдией № 4 Фредерика Шопена.
Саундтрек к Fez был выпущен 20 апреля 2012 года. Благодаря большому количеству предзаказов, альбом возглавил чарты сайта Bandcamp, на котором он продавался. Три трека («Adventure», «Forgotten» и «Home») стали доступными для бесплатного скачивания в честь выпуска игры. Кирк Хэмилтон (англ. Kirk Hamilton) из Kotaku отметил саундтрек, сравнив его с саундтреком игры Sword & Sworcery. Джошуа Копстейн (англ. Joshua Kopstein) из The Verge назвал его «фантастическим», описав его как смесь «синтезаторной одиссеи Вангелиса из 80-х» и «звучания промокших виниловых пластинок, найденных в пыльных углах заброшенной галереи игровых автоматов». Мэтт Миллер (англ. Matt Miller) из Game Informer отметил, что саундтрек помогает прочувствовать «ностальгическую атмосферу 80-х». Оли Уэлш (англ. Oli Welsh) в своей рецензии для Eurogamer назвал его «сочным, страшноватым и потрясающим», а в статье «Игра 2012 года» также отметил, что данный саундтрек это не просто «хипстерский ретро-чиптюн», а «работа со скрытым смыслом». Журнал Edge назвал данный саундтрек «творчеством Холста, пропущенным через Mega Drive». Журнал Game Developer поместил Disasterpeace в свой список лучших людей индустрии компьютерных игр Power 50, отметив саундтрек к Fez и назвав его «атмосферным, печальным и, возможно, немного меланхоличным».
Через год после выпуска саундтрека, 20 апреля 2013 года, был выпущен ремикс-альбом FZ: Side F, в записи которого приняли участие ряд других музыкантов. В мае был выпущен второй ремикс-альбом под названием FZ: Side Z. В августе все три альбома были выпущены в составе Game Music Bundle 5. В ноябре 2015 года саундтрек был выпущен на виниловых пластинках.
| №   | Название     | Длительность |
| --- | ------------ | ------------ |
| 1.  | «Adventure»  | 3:18         |
| 2.  | «Puzzle»     | 2:14         |
| 3.  | «Beyond»     | 3:05         |
| 4.  | «Progress»   | 4:16         |
| 5.  | «Beacon»     | 2:33         |
| 6.  | «Flow»       | 3:47         |
| 7.  | «Formations» | 2:20         |
| 8.  | «Legend»     | 1:18         |
| 9.  | «Compass»    | 2:43         |
| 10. | «Forgotten»  | 2:34         |
| 11. | «Sync»       | 2:19         |
| 12. | «Glitch»     | 3:25         |
| 13. | «Fear»       | 3:32         |
| 14. | «Spirit»     | 2:52         |
| 15. | «Nature»     | 4:12         |
| 16. | «Knowledge»  | 1:49         |
| 17. | «Death»      | 3:32         |
| 18. | «Memory»     | 1:16         |
| 19. | «Pressure»   | 4:00         |
| 20. | «Nocturne»   | 2:13         |
| 21. | «Age»        | 2:58         |
| 22. | «Majesty»    | 3:22         |
| 23. | «Continuum»  | 2:35         |
| 24. | «Home»       | 1:35         |
| 25. | «Reflection» | 9:02         |
| 26. | «Love»       | 1:10         |

## Релиз
Fez была выпущена 13 апреля 2012 года для платформы Xbox 360 посредством службы цифровой дистрибуции Xbox Live Arcade. Microsoft советовала разработчикам немного подождать и выпустить игру в рамках акции Summer of Arcade, однако они отказались.
Через несколько дней после релиза, когда часть игроков уже прошли игру, была обнаружена последняя загадка, которую никто не мог решить — пазл чёрного монолита. Решая загадки по ходу игры, игроки могли найти фрагменты фигуры в форме сердца. После того, как игрок вводил код с внутриигровой карты сокровищ, на одном из уровней появлялся летающий чёрный монолит, разгадав который игрок получал последний фрагмент сердца. С помощью вида от первого лица игроки узнали, что для решения данной загадки необходимо встать в определённое место на уровне и нажать определённую комбинацию кнопок. Однако они не смогли найти в игре намёков на то, какие кнопки следует нажимать. Часть игроков решила найти нужную комбинацию методом полного перебора. Вскоре нужная комбинация была найдена. Однако никто не мог объяснить, как именно нужно решать данный пазл. С выходом PC-версии у игроков появилась возможность декомпилировать файлы игры и хотя они смогли узнать некоторые неизвестные ранее особенности, решение данного пазла так и не было найдено. Существует множество теорий, наиболее популярная из которых основана на дате релиза игры, однако ни одна из них не подтверждена разработчиками. Сам Фиш заявляет, что в игре всё ещё находятся ненайденные секреты.
В марте 2013 года, во время своей AMA (англ. Ask Me Anything; онлайн-конференция, в ходе которой известная личность отвечает на вопросы пользователей) на сайте reddit, Фил Фиш сообщил о планах по портированию игры на другие платформы, отметив, что «в конечном счёте Fez будет доступна практически на [всех платформах]», за исключением Nintendo 3DS. Позже Фиш дал интервью сайту Destructoid, в котором также отметил, что версии игры для PC и PSN «имеют смысл» и подтвердил, что не собирается выпускать версию для WiiWare, назвав данный сервис «унылой системой», с которой ему не хочется взаимодействовать ни как разработчику, ни как игроку. Также были запланированы версии для iOS и OUYA.
13 апреля 2013 года, через год после релиза, Polytron сообщили, что с момента выхода Fez на Xbox Live Arcade было продано 200 000 копий игры, из которых 100 000 были проданы в первые два месяца после выпуска.
1 мая 2013 года Fez была выпущена для платформы Microsoft Windows посредством Steam и GOG. За неделю до этого был доступен предзаказ игры. В июле 2013 года, за первые 48 часов распродажи в Steam, было продано 105 000 копий игры. Всего по состоянию на декабрь 2013 года на всех платформах было продано более миллиона копий игры.
11 сентября 2013 года был выпущен Humble Indie Bundle 9, в составе которого была доступна Fez. Для данного бандла были подготовлены портированные версии игры на платформы Linux и Mac OS X, позже ставшие доступными для покупки вместе с версией для Windows. Всего бандл продался тиражом в 713 000 копий.
25 марта 2014 года были выпущены версии игры для платформ PlayStation 3, PlayStation 4 и PlayStation Vita. Они не отличались от Xbox 360 и PC-версий игры, за исключением поддержки трёхмерного телевидения и подсветки геймпада.
В декабре 2015 года Fez, ранее доступная лишь в магазинах цифровой дистрибуции, была выпущена в виде физической копии, ограниченным изданием в 500 копий. Каждый экземпляр, стоимость которого составила 100 долларов, был пронумерован и лично подписан Филом Фишем. Он включал в себя небольшую книжку-блокнот (которую, по замыслу разработчиков, игроки должны использовать для хранения своих решений загадок игры) в твёрдой обложке красного цвета с тиснением цвета золота, свободную от DRM версию игры для Windows и Mac, а также цифровую версию саундтрека к игре. Предзаказ данного издания стал доступен в ноябре.
Летом 2018 года, благодаря уязвимости в защите Steam Web API, стало известно, что точное количество пользователей сервиса Steam, которые играли в игру хотя бы один раз, составляет 1 276 275 человек.
14 апреля 2021 года Fez для Nintendo Switch был объявлен на презентации Indie World и вышел в чуть позже в этот же день.

### Патч для Xbox 360
Спустя два месяца после выпуска игры на Xbox 360 разработчики выпустили патч, исправляющий некоторые ошибки в игре. Хотя патч и прошёл сертификацию от Microsoft, некоторые игроки заметили, что он повреждает файлы сохранения в игре, из-за чего приходится проходить игру с самого начала. В результате Polytron предупредила игроков не устанавливать патч, если они ещё этого не сделали, а Microsoft удалила его из сервиса.
В июле того же года патч был возвращён в Xbox Live без каких-либо изменений. В своём заявлении Polytron объяснили, что Microsoft дала им выбор: либо исправить баг с сохранением и провести повторную сертификацию (поскольку всем разработчикам в XBLA предоставлялась возможность опубликовать лишь один бесплатный патч), либо же вернуть патч в сервис, как есть. Polytron заявила, что процесс повторной сертификации был бы слишком дорогим (по информации сайта Ars Technica, порядка сорока тысяч долларов), и что это могло бы привести к новым проблемам, которые будут обнаружены позже и потребует ещё одного патча. Разработчики пояснили, что лишь менее одного процента игроков столкнутся с ошибкой повреждения данных, и Microsoft решила, что этот процент слишком мал и незначителен для проведения повторной сертификации. За это решение Polytron и Фил Фиш были подвергнуты критике. В 2013 году, после того как Microsoft убрала плату за выпуск патчей, Polytron выпустили патч, исправляющий проблемы с первым патчем.

### Продолжение
Продолжение игры, Fez 2, было анонсировано на Electronic Entertainment Expo 2013. Фиш подтвердил, что игра выйдет для платформы Windows, но отметил, что выпуска для Xbox не будет, ссылаясь на отрицательный опыт общения с Microsoft и противопоставляя ей в этом компанию Sony.
Однако 27 июля 2013 года Фиш сообщил, что разработка игры была отменена, так как он «завязал с работой в области [игровой индустрии]». Заявлению предшествовала перепалка Фиша с журналистом сайта GameTrailers Маркусом Биром (англ. Marcus Beer), который в подкасте Invisible Walls раскритиковал Фила Фиша и автора игры Braid Джонатана Блоу за их нежелание общаться с прессой и комментировать темы, которые им предлагаются. Фиш отметил, что данное решение было принято не из-за конкретного эпизода, а в результате «продолжительной проклятой кампании» против него.
В августе 2014 года, после того, как Фил Фиш публично поддержал Зои Куинн, хакеры взломали сайт компании Polytron и Twitter-аккаунт Фиша, а также выложили в открытый доступ его персональные данные. Вскоре он сообщил о том, что продаёт компанию и все права на игру Fez:

Я бы хотел сообщить о том, что Polytron и все права на Fez выставлены на продажу. Ни одно достойное предложение не будет отвергнуто. С меня хватит. Я хочу уйти. БЕГИТЕ. Даже не думайте заниматься этим. Забудьте о своих мечтах. Они, на самом деле, являются кошмарами. Ничего не стоит такого отношения. Хотел бы сообщить каждому, кто стремится стать разработчиком игр: не стоит. Забудьте. Оно того не стоит. Вот это — ваша публика. Это — видеоигры.
Оригинальный текст (англ.)I would like to announce that Polytron and the Fez IP are now for sale. No reasonable offer will be turned down. I am done. I want out. RUN AWAY. Just don't do it. Give up your dreams. They are actually nightmares. Nothing is worth this. To every aspiring game developer out there: Don't. give up. It's not worth it. This is your audience. This is videogames.

## Отзывы
| Сводный рейтинг       | Сводный рейтинг                           |
| Агрегатор             | Оценка                                    |
| --------------------- | ----------------------------------------- |
| GameRankings          | 88,96 % (X360) 93,50 % (PC) 88,46 % (PS4) |
| Metacritic            | 89/100 (X360) 91/100 (PC) 90/100 (PS4)    |
| Иноязычные издания    |                                           |
| Издание               | Оценка                                    |
| Destructoid           | 9/10                                      |
| Edge                  | 9/10                                      |
| Eurogamer             | 10/10                                     |
| G4                    | 4/5                                       |
| Game Informer         | 9,25/10                                   |
| GameRevolution        | 3,5/5                                     |
| GameSpot              | 8/10                                      |
| GamesRadar+           | [ 14 ]                                    |
| GameTrailers          | 9,0/10                                    |
| IGN                   | 9,5/10                                    |
| Joystiq               | [ 130 ]                                   |
| PC Gamer (UK)         | 90/100                                    |
| Play (UK)             | 95/100                                    |
| Polygon               | 8/10                                      |
| Giant Bomb            | [ 13 ]                                    |
| Русскоязычные издания |                                           |
| Издание               | Оценка                                    |
| «Игромания»           | 9,0/10                                    |

После выпуска Fez получила преимущественно положительные отзывы критиков. На сайтах-агрегаторах Metacritic и GameRankings версии игры для всех платформ получили среднюю оценку выше, чем 88 из 100. Критики отметили дизайн, саундтрек, большое внимание к загадкам и свободу, но остались недовольны утомительным поиском недостающих предметов, а также неудобной картой и позже исправленными техническими проблемами.
Джим Стерлинг (англ. Jim Sterling) в своей рецензии для сайта Destructoid назвал Fez «невероятно запоминающимся приключением» и «поистине изумительной небольшой игрой», отметив, что «FEZ, возможно, уже не выглядит уникальной, но как только вы начинаете играть в неё, вы замечаете, как её качество, искусный дизайн уровней и приятная индивидуальность позволяет ей находиться в высших эшелонах инди-игр». Он, однако, остался недоволен управлением, назвав его «неуклюжим».
Журнал Edge также поставил игре 9 из 10, назвав Fez «наследником Super Mario Bros.», а механику игры — «выдающейся». Также было отмечено, что «для того, чтобы описать происходящее в игре, не хватает слов. Для игры в 2012 году это может являться высшей похвалой».
Оли Уэлш (англ. Oli Welsh) в своей рецензии для сайта Eurogamer поставил игре максимальную оценку 10 из 10, назвав её «потрясающей», отметив дизайн игры, механику игры, саундтрек, а также сеттинг игры, и заявив, что все части игры объединены в единое целое.
Мэтт Миллер (англ. Matt Miller) из Game Informer поставил игре оценку 9,25 из 10, назвав её «одной из самых умных и изменяющих сознание игр на рынке», отметив дизайн и саундтрек, но причислив к недостаткам запутанную навигацию, частую необходимость возвращаться к более ранним уровням, а также технические проблемы.
Том Мак-Ши (англ. Tom Mc Shea) из GameSpot поставил Fez оценку 8 из 10 назвал её «увлекательным приключением», заявив, что «Fez уходит от простых платформеров, которым она может изначально показаться. Процесс решения множества пазлов возвращает нас во времена, когда игры не боялись отпустить с поводка и позволить вам передвигаться свободно». Однако он также отметил недостатки, такие как технические проблемы и карту, которая, по его словам, является «чем-то из кошмаров».
Джефф Гертсманн (англ. Jeff Gerstmann) в своей рецензии для Giant Bomb поставил оценку 4 из 5, отметив, что в игре «мало сюжета и много атмосферы» и что игра его приятно удивила, и назвав загадки «правильным сочетанием очарования и безумия».
Митч Дайер (англ. Mitch Dyer) из IGN поставил игре оценку 9,5 из 10, заявив, что «Fez это игра, влюблённая в игры. Она уважает классические идеалы и уверена в своих собственных идеях». Он также отметил «мудрый» дизайн уровней, механику игры, большое количество уровней и секретов, некоторые из которых заставляют игрока делать что-то вне игры, а также визуальный стиль игры, который он назвал «настоящей наградой» за решение загадок.
Джессика Кондитт (англ. Jessica Conditt) в своей рецензии для Joystiq поставила оценку 5 из 5 звёзд, назвав игру «радостной» и заявив, что ожидание релиза не было напрасным. «Если сравнивать Fez с недавними инди-платформерами, то её можно сравнить с Braid и Limbo, но она в бесконечное количество раз более приятная, чем Braid, и менее устрашающая, чем Limbo», — написала она в своей рецензии.
Крейг Оуэнс (англ. Craig Owens) из PC Gamer поставил игре оценку 90 из 100, отметив загадки. «Но тут есть кое-что, чему современные игры научили вас и что вам необходимо временно забыть. <…> Да, решение пазла в одной части карты может быть найдено за несколько экранов от него, но это не новые способности или предметы, которые вы приносите в нужное место. Это подсказки. Fez подразумевает, что вы способны соединить воедино всё, что вы видели в других местах», — пишет он в своей рецензии.
Артур Гис (англ. Arthur Gies) из Polygon поставил оценку 8 из 10, заявив, что «Fez — наиболее аутентичное представление эпохи NES, в которое я когда-либо играл, начиная от её звука и картинки, и заканчивая её бестолковостью» и что «она не просто любит игры, из которых она заимствует идеи — она их понимает».
Геворг Акопян в своей рецензии для журнала «Игромания» поставил Fez оценку 9 из 10, заявив, что это «инновационная смесь платформера, головоломки и квеста, при взгляде на которую очень хочется снова поверить, что игры — это искусство», отметив геймплей и дизайн игры, и назвав каждый уровень «маленьким шедевром, в котором каждый пиксель находится на своём месте».

### Награды

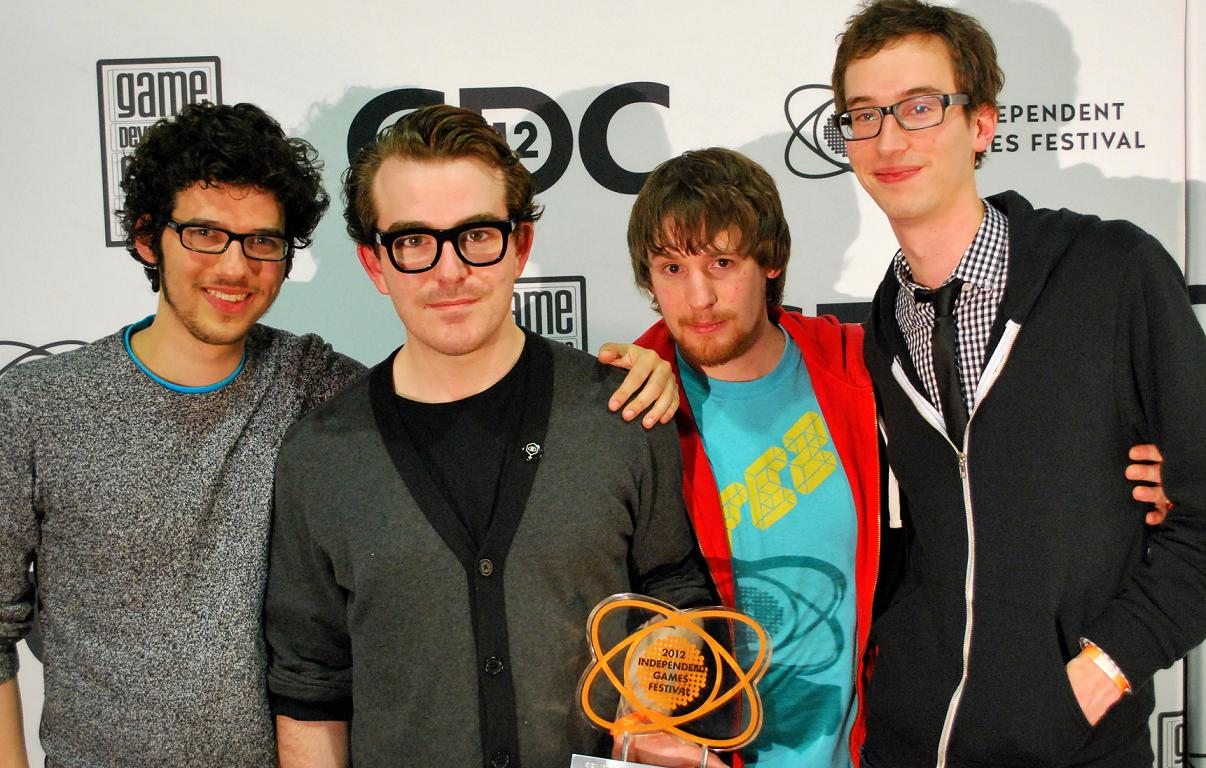
Команда разработчиков Fez на церемонии награждения Independent Games Festival 2012 (слева направо): композитор Рич «Disasterpeace» Врилэнд, геймдизайнер Фил Фиш, дизайнер звуковых эффектов Брэндон Маккартин, программист Рено Бедар

Ещё во время разработки Fez была номинирована на ряд наград, часть из которых она выиграла. В 2008 году игра была номинирована на две награды на Фестивале независимых игр — «Инновационный дизайн» (англ. Design Innovation) и «Достижения в области визуального дизайна» (англ. Excellence in Visual Art), последнюю из которых она выиграла. В сентябре 2011 года Fez получила награды «Приз зрительских симпатий» (англ. Audience Choice Award) на Fantastic Arcade, «Лучшая игра выставки» (англ. Best in Show) и «Лучшая история/Дизайн уровней» (англ. Best Story/World Design) на IndieCade в октябре 2011 года и «Гран-при Шеймуса Макнэлли» (англ. Seumas McNally Grand Prize) на Фестивале независимых игр в 2012 году. Игра также попала в PAX 10, список лучших игр выставки, на Penny Arcade Expo 2011.
В декабре 2012 года сайт Eurogamer признал Fez «Игрой года».